# Tino Contreras

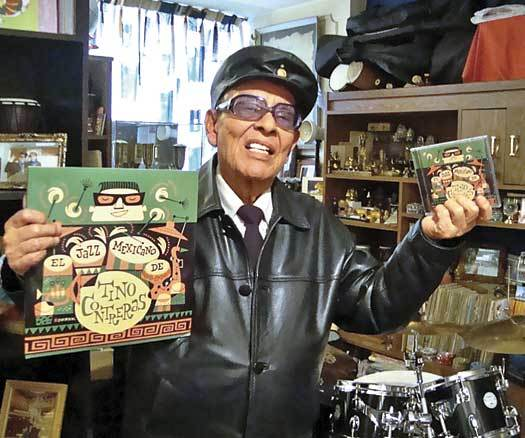
Tino Contreras 2014

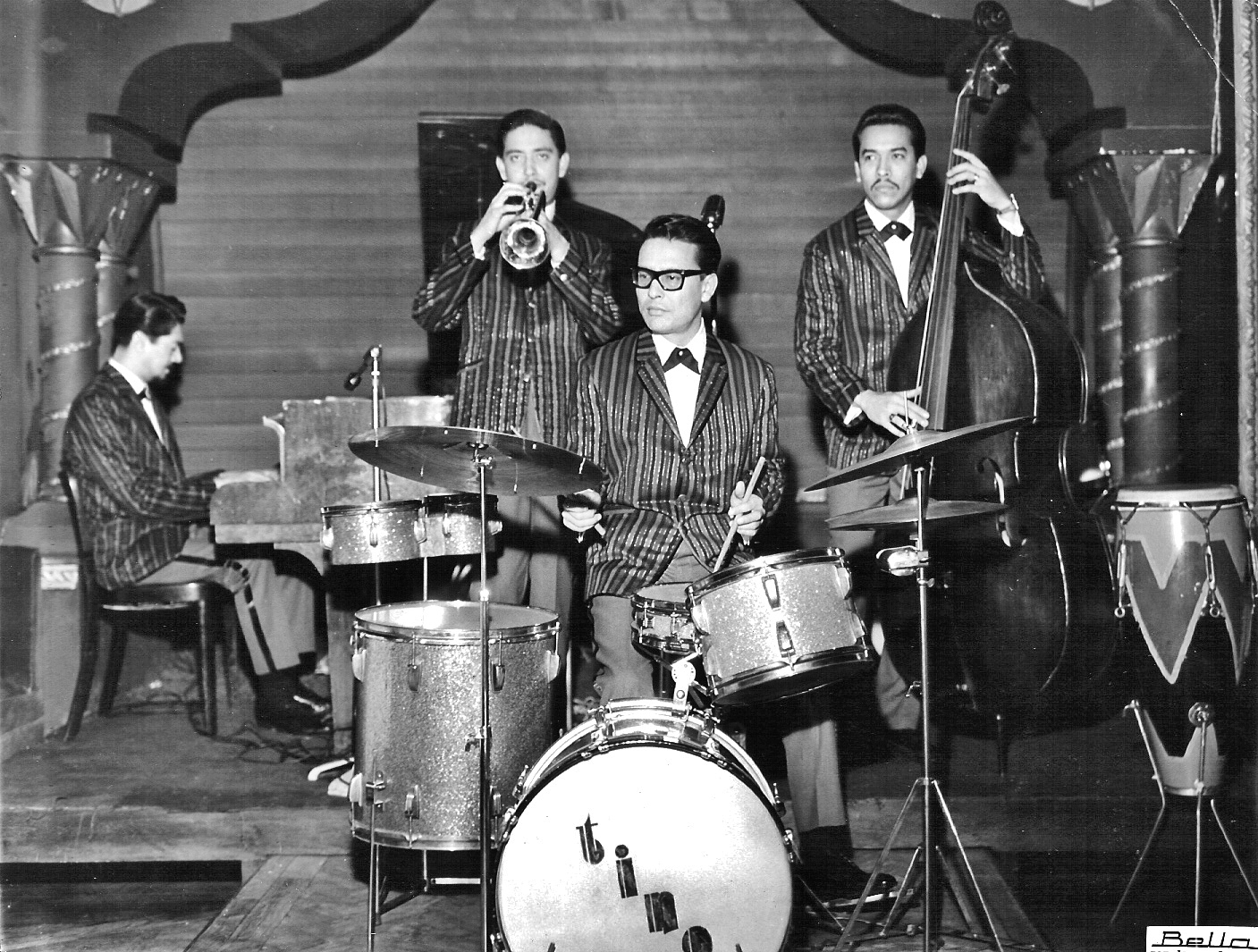
Tino Contreras mit seiner Band in Istanbul, 1960er-Jahre

Fortino Contreras González (geboren 3. April 1924 in Chihuahua; gestorben 9. September in Mexiko-Stadt 2021) war ein mexikanischer Jazzmusiker (Schlagzeuger, Komposition, Arrangement). Laut Allmusic gilt Contreras als einer der nationalen Kulturschätze Mexikos.

## Leben und Wirken
Contreras stammte aus einer Musikerfamilie; sein Vater Don Miguel Contreras war der Schlagzeuger und Leiter der ersten Jazzband in Chihuahua, und seine Mutter Leandra sang Zarzuelas. In diesem Umfeld begann Tino im Alter von acht Jahren Schlagzeug zu spielen und wurde im Alter von 15 Jahren Schlagzeuger des Orchesters Los Cadetes del Swing, das er selbst mit seinem älteren Bruder Efrén gründete.
Im Alter von 17 Jahren zog Tino nach Ciudad Juárez, wo er seine eigene Band gründete, die er Jugendorchester nannte. Sein professionelles Debüt hatte er, als er bei Luis Alcaraz’ Latin Swing Orchester in den frühen 1940er-Jahren mitspielte. Während dieser Zeit spielte er auch mit dem mexikanischen Jazz- und Exoticamusiker Juan García Esquivel. In dieser Zeit trat er auch als Solist bei dem XEJ-Radiosender in der Grenzstadt auf, außerdem spielte er in den wichtigsten Nachtclubs der Stadt. Am Ende dieses Jahrzehnts zog er nach Mexiko-Stadt und wurde Teil der Musikgruppen, die durch die mexikanische Republik tourten und vom Geschäftsmann Paco Miller organisiert wurden. Sie spielten die Musik der populären Künstler der Zeit, darunter Pedro Infante, María Victoria und Tin Tán.
Anfang der 1950er-Jahre war Contreras als Star-Schlagzeuger in das Orquesta de Luis Arcaraz integriert. Er spielte u. a. auch im Orchester von Juan García Esquivel und spielte eine wichtige Rolle im Film, sowohl als Schlagzeuger als auch als Komponist mit musikalischem Hintergrund für Filme des „Goldenen Zeitalters“ des mexikanischen Films. Des Weiteren wirkte er an Radioprogrammen der XEW teil, trat in Nachtclubs auf und unternahm internationale Tourneen nach Mittel-, Südamerika und in die Karibik.
Während seines Aufenthalts in der Dominikanischen Republik entdeckte er den Merengue und beschloss, ihn nach Mexiko zu bringen. Er gründete das erste Orchester, das diesem Musikgenre gewidmet war und ihm den Titel El Rey del Merengue in Mexiko einbrachte.
1953 nahm er seine erste Schallplatte mit seinen eigenen Kompositionen für das Peerless-Label auf, Volado por los Merengues und führte auf diese Weise den späteren Tropical Jazz bzw. den Latin Jazz ein. Er war der Erste, der diese Fusion mit seinen eigenen Songs machte, die auf einigen seiner Alben aufgenommen wurden. 1957 bildete Contreras die erste Version seines langlebigen Quartetts. Der anschließende Strom von Veröffentlichungen spiegelte eine Reihe von Einflüssen wider, als er sich bemühte, Jazz mit lateinamerikanischen Musikformen und Instrumenten zu verschmelzen – einschließlich mesoamerikanischer religiöser Chorgesänge. Er erkundete auch Lounge, europäische Tanztraditionen und Volksmusik aus allen Teilen der Welt – insbesondere aus dem indischen Subkontinent und Nordafrika. Diese Fusionen spiegelten die weltumspannende Route seiner Band wider.
1960 gab er Mexico en la Noche heraus, sein US-Debüt für Polydor, das Mariachi und Cumbia mit Hardbop verband. Weitere wichtige Alben aus der ursprünglichen internationalen Zeit sind Jazz Tropical und Jazz a Paris (1962), Jazz Ballet (1963) und Misa en Jazz (1966). Zwischen 1959 und 1966 gewann er jedes Jahr den Preis des National Festival of Jazz, unterrichtete an Schulen und Universitäten und eröffnete seinen eigenen Nachtclub. Sein aufgenommenes Werk enthält Titel, die von der mexikanischen Nationalbibliothek als historisch zitiert wurden, darunter 1962 Percusiones Mexicanas, 1964 Jazz en Riguz, 1966 Flamenco Jazz, 1978 Quinto Sol: Musica Infinita, 1984 Yumare Sinfonia Tarahumara en Jazz und 1988 En Cuautitlan Izcalli. Im Jahr 2011 veröffentlichte Jazzman die karriereübergreifende Zusammenstellung El Jazz Mexicano de Tino Contreras.